# 순천금당중학교
순천금당중학교(順天金塘中學校)는 대한민국 전라남도 순천시 해룡면 상삼리에 있는 공립 중학교이다.

## 학교 연혁
- 2000년 1월 7일 : 순천금당중학교 10학급 설립 인가
- 2000년 3월 1일 : 초대 박필수 교장 취임
- 2000년 3월 3일 : 개교 및 제1회 입학식(374명)
- 2025년 2월 7일 : 제23회 230명 졸업(총 8,921명)
- 2025년 3월 1일 : 제10대 정미자 교장 부임
- 2025년 3월 4일 : 신입생 237명 입학

## 참고 자료
- 순천금당중학교 - 한국교육학술정보원 학교알리미